# Maralinga Tjarutja
Maralinga Tjarutja är en region i Australien. Den ligger i delstaten South Australia, omkring 940 kilometer nordväst om delstatshuvudstaden Adelaide.
Omgivningarna runt Maralinga Tjarutja är i huvudsak ett öppet busklandskap. Trakten runt Maralinga Tjarutja är nära nog obefolkad, med mindre än två invånare per kvadratkilometer. Genomsnittlig årsnederbörd är 314 millimeter. Den regnigaste månaden är februari, med i genomsnitt 84 mm nederbörd, och den torraste är oktober, med 5 mm nederbörd.